# Đại học Rzeszów

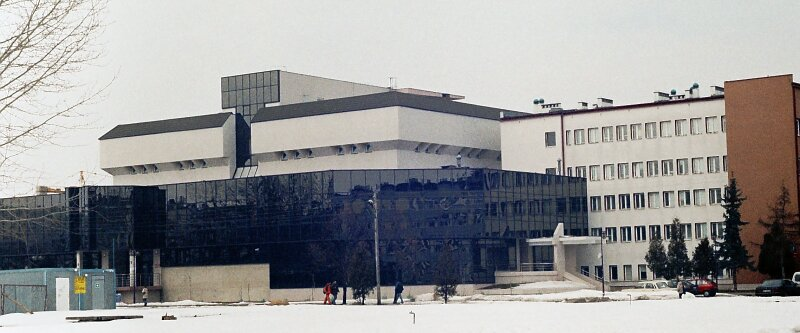
Tòa nhà của Viện Sinh học thuộc Đại học Rzeszów

Đại học Rzeszów là một trường đại học ở Rzeszów, Ba Lan. Nhà bảo trợ của trường đại học là Saint Queen Jadwiga của Ba Lan.
Trường được chính thức thành lập vào năm 2001 bằng cách kết hợp một số tổ chức cũ trong thành phố. Trường đại học hiện tại bao gồm các tổ chức trước đây:
- Chi nhánh Rzeszów của Đại học Maria Curie-Skłodowska
- Trường Cao đẳng Sư phạm
- Khoa kinh tế của Học viện Nông nghiệp Hugo Kołłątaj

Trường có hơn 22.000 sinh viên.

## Khoa
- Khoa Sinh học và Nông nghiệp
- Khoa kinh tế
- Khoa Triết học
- Khoa Toán và Tự nhiên
- Khoa Dược
- Khoa sư phạm và nghệ thuật
- Khoa luật
- Khoa Xã hội học và Lịch sử
- Khoa giáo dục thể chất
- Cơ sở chi nhánh của Khoa Công nghệ sinh học

## Đơn vị liên ngành
- Viện triết học liên ngành
- Trường cao đẳng dạy ngoại ngữ thực hành
- "POLONUS" Trung tâm văn hóa và ngôn ngữ Ba Lan cho người Ba Lan từ nước ngoài và người nước ngoài
- Nghiên cứu Văn hóa và Giáo dục
- Đại học Thể dục Thể thao
- Học viện châu Âu cho Euroregion Carpathian
- Hiệp hội thể thao học thuật "AZS"